# 普尔萨诺
普尔萨诺（義大利語：Pulsano），是意大利塔兰托省的一个市镇。总面积18平方公里，人口10904人，人口密度605.8人/平方公里（2009年）。ISTAT代码为073022。